# Сивец, Рышард

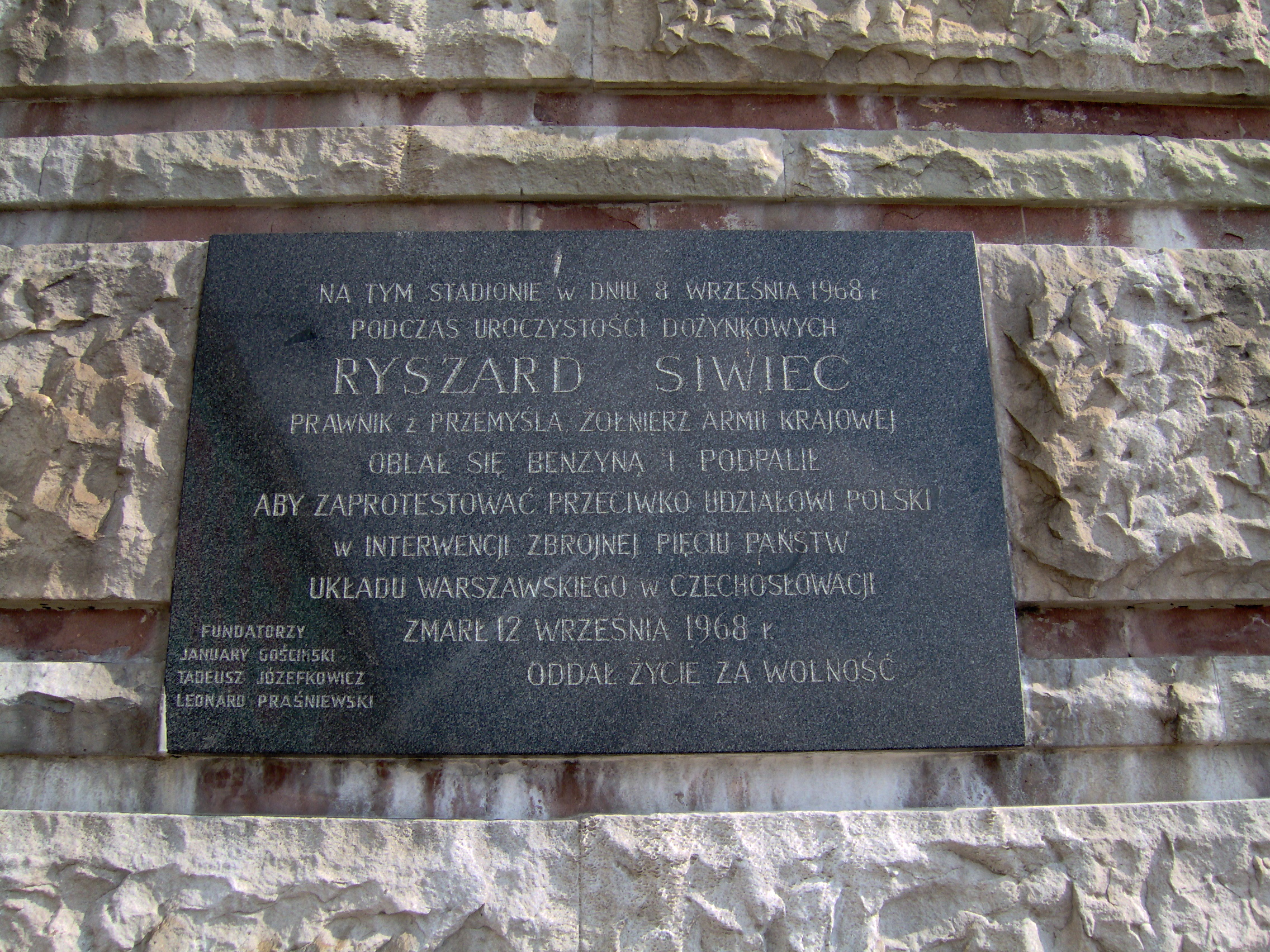
Мемориальная доска на стадионе

Ры́шард Си́вец (пол. Ryszard Siwiec; 7 марта 1909, Дембица — 12 сентября 1968, Варшава) — польский бухгалтер, во время Второй мировой войны член Армии крайовой. Стал известен тем, что в знак протеста против ввода войск стран Варшавского договора в Чехословакию, по окончании праздника урожая на «Стадионе Десятилетия» (8 сентября), во время расхождения публики облил себя бензином и совершил самосожжение. Огонь был потушен, однако от полученных ожогов Сивец на 4-й день скончался.
По профессии — философ, после войны прекратил преподавание и работал бухгалтером.
Письма жене, написанные по пути в Варшаву, были перехвачены спецслужбами. Письма попали адресату только через 20 лет.
Его протест остался незамеченным всеми средствами массовой информации. Радио Свободная Европа заявило об этом в апреле 1969 года, уже после похожей смерти Яна Палаха.

## Память
Снятый о Сивце фильм Мацея Дрыгаса «Usłyszcie mój krzyk» («Услышьте мой крик», 1991) был награждён в Берлине «Феликсом».
В 2001 году Сивец был посмертно награждён чешским орденом Томаша Гаррига Масарика первой степени. В 2003 году Сивец был награждён польским орденом Polonia Restituta, но семья отказалась принять награду от президента Квасневского. 4 сентября 2006 года президент Словакии также наградил Сивца орденом Двойного белого креста 3 класса. В честь Сивца на стадионе была открыта мемориальная доска.